# 近藤浩治
近藤浩治（日语：／ Kondō Kōji，1961年8月13日—）是一名日本的遊戲音樂作曲家和音響監督，自1984年起一直是任天堂的員工，目前擔任企劃製作本部的高級管理人員。他曾為著名電子遊戲系列《超級瑪利歐兄弟》和《薩爾達傳說》製作了不少歌曲，世界聞名的《超級瑪利歐兄弟主題曲》（又稱為「地上BGM」）也是他的作品。

## 生平

### 早年
近藤浩治於1961年8月13日在愛知縣名古屋市出生。由5歲起他就已經學習電子風琴（electronic organ）。他曾加入一隊翻唱樂隊（cover band），在過程中他的技巧得以改進。雖然近藤就讀於大阪藝術大學藝術學院藝術計劃學科，但從未接受過古典音樂的訓練或十分專注於音樂。不過，他得到了一些以鋼琴和電腦來作曲和編曲的經驗。在他高年級時，任天堂發送招聘訊息到大阪藝術大學，希望招聘一些致力於作曲和聲音編程的人。由於近藤是個掌上遊戲機和街機的玩家，1984年他決定向任天堂應徵，並幸運地不用提交任何樣本唱片就成功求得這份工作。

### 事業
近藤是任天堂首位負責作曲的員工，並在公司的遊戲和音樂推廣到全世界的工作中扮演統籌角色。他一開始參與製作的作品包括街機遊戲《GOLF》和《Punch-Out!!》等。雖然他之前製作音樂的經驗不多，但他成功克服音效設計（sound design）當中的種種困難。隨着紅白機在日本變得非常受歡迎，近藤被調派到新的開發團隊——任天堂開發第四部（1989年更名為任天堂情報開發本部），負責為這個機種的遊戲編寫音樂。他亦寫了一篇說明書，說明如何使用外掛設備Family BASIC來將日本流行歌曲編寫進這部遊戲機。他在進了公司一年後，跟中塚章人一起製作了《Devil World》的配樂。1985年，任天堂在1983年美國遊戲業蕭條將雅達利打垮之際，趁機將紅白機以「Nintendo Entertainment System」（NES）的名稱發行至海外。當時爆紅的遊戲《超級瑪利歐兄弟》（1985年）和《薩爾達傳說》（1986年）的音樂就是由近藤負責製作的。這兩款遊戲使紅白機的銷量高達6千萬部，它們的音樂，尤其是《超級瑪利歐兄弟主題曲》也成為電子遊戲業界中最知名的旋律之一。

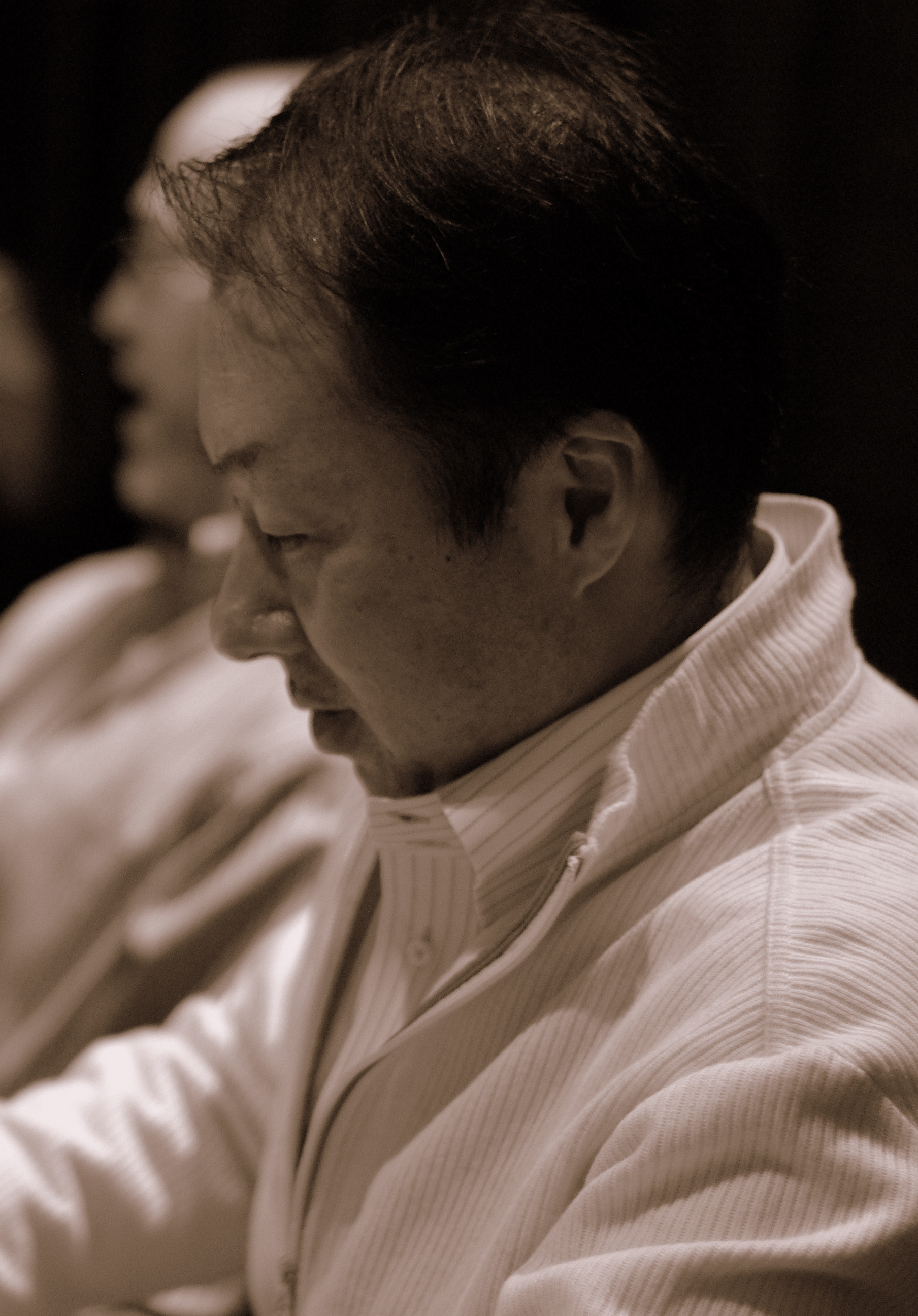
攝於2007年遊戲開發者論壇

長年暢銷的電子遊戲《超級瑪利歐兄弟》是近藤首個主要作品。這段旋律慢慢在世界上為人認識，至今仍是最知名的遊戲音樂之一。這段主題音樂在流行文化中有標誌性的地位，曾在超過50場音樂會上被演奏，用作電話鈴聲以及被不少音樂人混音和抽取來作曲。近藤在《薩爾達傳說》的作品亦受到注目。他為《薩爾達傳說系列》的第一部寫了四段主要的背景音樂，其中Overworld主題曲的知名度跟《超級瑪利歐兄弟》的差不多。其後他為兩款在日本售賣的遊戲《謎之村雨城》（1986年）和《任天堂名作童話 新・鬼島》（1987年）製作配樂。他亦製作了《夢工廠悸動恐慌》的部份音軌。這些音軌之後在1988年用在《超级马里奥兄弟USA》裏。
近藤其後返回《瑪利歐系列》，製作了《超級瑪利歐兄弟3》（1988年）和在超級任天堂上發行的《超級瑪利歐世界》（1990年）的配樂。作曲家椙山浩一為紀念這些配樂，以爵士樂編曲製作了一張《超級瑪利歐世界》的專輯，並監督了在1991年管弦樂團遊戲音樂音樂會的演出。近藤完成了《超級瑪利歐世界》的音軌後，負責為《飛行俱樂部》作聲音編程，以及創作《星際火狐》系列的音效。1995年，他繼續為《超級瑪利歐世界》的續集——《超級瑪利歐 耀西島》作曲。在任天堂64時期前，近藤多會獨自完成遊戲的所有配樂。他最後一次這樣做的作品是《薩爾達傳說 時之笛》。由當時開始，他開始跟EAD的同事合作和監督其他人的作品。另外也會提供一些附加配樂，例如《超級瑪利歐銀河》、《薩爾達傳說 大地汽笛》和《薩爾達傳說 禦天之劍》。他曾於Wired News的訪問表示仍希望自己一個人製作整個遊戲的音樂，而不只是做管理的工作。

## 音樂風格和影響
《超級瑪利歐兄弟》的主題音樂曾於2009年奪得《告示牌》電話鈴聲排行榜的冠軍。近藤指他在翻唱樂隊時，音樂風格受到搖滾樂隊深紫和愛默生、雷克與帕瑪的影響。他亦指他也受到俄國作曲家謝爾蓋·拉赫曼尼諾夫的影響，尤其是拉赫曼尼諾夫的四部協奏曲。

## 作品
| 電子遊戲 | 電子遊戲                  | 電子遊戲   | 電子遊戲                     |
| 年份     | 名稱                      | 崗位       | 合作                         |
| -------- | ------------------------- | ---------- | ---------------------------- |
| 1983     | 拳無虛發                  | 作曲       |                              |
| 1984     | 高爾夫                    | 作曲       |                              |
| 1984     | Family BASIC              | 聲音編程   |                              |
| 1984     | 惡魔世界                  | 作曲       | 中塚章人                     |
| 1985     | 足球                      | 作曲       |                              |
| 1985     | 成龍踢館                  | 作曲       |                              |
| 1985     | 超級瑪利歐兄弟            | 作曲       |                              |
| 1986     | 薩爾達傳說                | 作曲       |                              |
| 1986     | 謎之村雨城                | 作曲       |                              |
| 1986     | 超級瑪利歐兄弟2           | 作曲       |                              |
| 1987     | 夢工廠悸動恐慌            | 作曲       |                              |
| 1987     | 任天堂名作童話 新・鬼島   | 作曲       |                              |
| 1988     | 超级马里奥兄弟USA         | 作曲       |                              |
| 1988     | 超級瑪利歐兄弟3           | 作曲       |                              |
| 1990     | 飛行俱樂部                | 聲音編程   |                              |
| 1990     | 超級瑪利歐世界            | 作曲／編曲 |                              |
| 1991     | 薩爾達傳說 眾神的三角力量 | 作曲／編曲 |                              |
| 1993     | 星際火狐                  | 音效       |                              |
| 1995     | 超級瑪利歐 耀西之島       | 作曲／編曲 |                              |
| 1996     | 超級瑪利歐64              | 作曲／編曲 |                              |
| 1997     | 星際火狐64                | 作曲／編曲 | 若井淑                       |
| 1998     | 薩爾達傳說 時之笛         | 作曲／編曲 |                              |
| 2000     | 薩爾達傳說 穆修拉的假面   | 作曲／編曲 | 峰岸透                       |
| 2002     | 超級瑪利歐陽光            | 作曲／編曲 | 田中しのぶ                   |
| 2002     | 薩爾達傳說 風之律動       | 作曲／編曲 | 永田權太、若井淑、峰岸透     |
| 2004     | 薩爾達傳說 四人之劍+      | 作曲／編曲 | 太田あすか                   |
| 2005     | 瑪利歐棒球                | 聲音支援   | 阪東太郎                     |
| 2006     | 薩爾達傳說：黃昏公主      | 作曲       | 峰岸透、太田あすか           |
| 2006     | 新超級瑪利歐兄弟          | 作曲       | 太田あすか、若井淑           |
| 2007     | 超級瑪利歐銀河            | 作曲       | 橫田真人                     |
| 2008     | 任天堂明星大亂鬥X         | 編曲       |                              |
| 2009     | 薩爾達傳說 大地汽笛       | 作曲       | 峰岸透、富永真央、太田あすか |
| 2009     | 新超级马里奥兄弟Wii       | 聲音顧問   |                              |
| 2010     | 超級瑪利歐銀河2           | 作曲       | 橫田真人、永松亮             |
| 2011     | 薩爾達傳說 時之笛3D       | 音樂總監   |                              |
| 2011     | 薩爾達傳說 禦天之劍       | 作曲       | 若井淑                       |
| 2012     | 瑪利歐網球 公開賽         | 聲效總監   |                              |
| 2012     | 新超级马里奥兄弟2         | 聲效顾问   | 稻垣洋次                     |
| 2012     | 纸片马里奥 贴纸之星       | 聲效顾问   |                              |
| 2012     | 新超级马里奥兄弟U         | 聲效顾问   |                              |
| 2013     | 超級瑪利歐3D世界          | 作曲       |                              |
| 2015     | 超級瑪利歐創作家          | 作曲       |                              |
| 2017     | 瑪利歐賽車8 豪華版        | 作曲       |                              |
| 2017     | 超級瑪利歐 奧德賽         | 作曲       |                              |
| 2019     | 超級瑪利歐創作家2         | 聲效總監   |                              |
| 2023     | 超級瑪利歐兄弟 驚奇       | 聲效總監   |                              |

## 外部連結
- 近藤浩治在互联网电影资料库（IMDb）上的資料（英文）
- Koji Kondo: An Interview With a Legend
- Interview with Super Mario Galaxy composers Koji Kondo and Mahito Yokota
- Inside Nintendo: Koji Kondo
- Koji Kondo interview, part one
- Play! kicks off world tour in Chicago （页面存档备份，存于）
- Special Interview – Koji Kondo （页面存档备份，存于）